# Xics de Granollers
Els Xics de Granollers és una colla castellera de Granollers, al Vallès Oriental, fundada l'any 1991. Vesteixen amb camisa de color grana i els seus millors castells són el 7 de 8, el 2 de 8 amb folre, el 3 de 8, el 4 de 8 i el pilar de 6 carregat. Van ser apadrinats pels Minyons de Terrassa i els Castellers de Barcelona i són els padrins dels Capgrossos de Mataró, els Sagals d'Osona, els Castellers de Sant Cugat, els Castellers de Caldes de Montbui, els Matossers de Molins de Rei i els Manyacs de Parets.

## Història

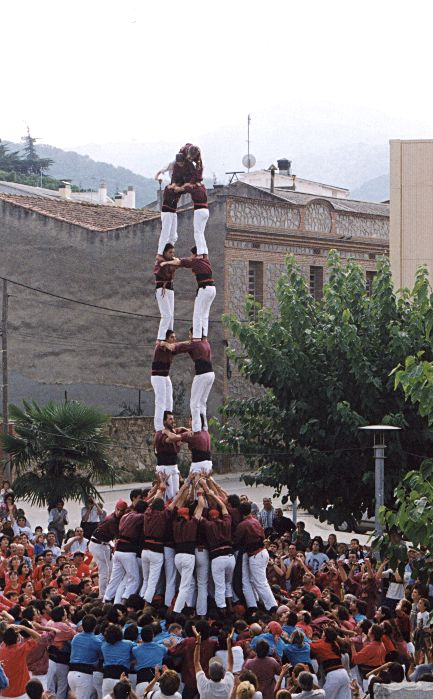
Primer 2 de 8 amb folre descarregat pels Xics de Granollers (3 d'octubre de 1999, La Roca del Vallès)

La temporada 2007 els Xics de Granollers van aconseguir el major nombre de 2 de 7 en una temporada arribant a repetir-lo 13 cops. Es va tornar a veure folres de manera regular als assajos però no es van acabar de portar a plaça.
L'any 2011 es va celebrar el 20è aniversari de la colla en una temporada en què s'aconseguí descarregar el 2 de 7 després de 3 anys acompanyat del 4 de 8 i del 5 de 7.
L'any 2012 els Xics de Granollers fan un pas endavant i aconsegueixen signar una gran temporada com feia anys que no veien descarregant sis 2 de 7 i set 4 de 8 a més de nombrosos castells de set i mig. A més, cal destacar l'estrena d'una nova estructura, 7 de 7 que aconsegueixen descarregar en dues ocasions: al XXIV Concurs de castells de Tarragona i a la Diada de la colla.
L'any 2013 els Xics comencen la temporada amb molt bon peu descarregant el 2 de 7 més matiner de la seva història, el 14 d'abril de 2013 amb motiu de l'actuació de Can Jorba a Barcelona. Poques setmanes més tard, els Xics tornen a fer història descarregant, en aquest cas, el 4 de 8 més matiner del seu historial per l'Ascensió (12 de maig de 2013) i juntament amb el 2 de 7 i el 7 de 7 igualen la millor actuació de l'anterior temporada.
Tornant de vacances, els Xics aconsegueixen una nova fita descarregant, després de 10 anys, el 4 de 8 per la Festa Major de Blancs i Blaus.
Finalment, la temporada 2013-2014, tot i deixar als granes amb l'espina del 2 de 8 amb folre després de dos intents (un a Vallromanes i un altre a la Diada), passa a la història per ser la temporada amb més castells de 8 descarregats pels granollerins, amb un total de 15 castells de 8 (11 quatres de vuit i 4 tresos de vuit), a més a més d'un altre 4 de 8 que tan sols va quedar en carregat.

Els Xics de Granollers comencen la temporada 2014 amb molt bon peu descarregant el 2 de 7 i el 3 de 8 més matiner de la seva història. Aquest 3 de 8 representa, a més, el castell de 8 més matiner de tot el seu historial. Just abans de la parada estival, els Xics descarreguen el 2 de 8 amb folre gairebé 15 anys més tard a Barberà del Vallès. Tornant de vacances els Xics volen repetir la seva millor actuació de la història, la tripleta de vuit (4 de 8, 3 de 8 i 2 de 8 amb folre). En aquesta ocasió però, el castell folrat queda en carregat i no es completa la tripleta.
A principis d'octubre del mateix any els Xics participen en el XXV Concurs de castells de Tarragona i aconsegueixen descarregar la primera clàssica de 8 de la història dels Xics en un concurs.
Aquesta mateixa temporada, els Xics de Granollers participen amb la iniciativa d'Òmnium Cultural per reivindicar el dret a l'autodeterminació de Catalunya (Catalans want to vote) portant els castells a Berlín. En l'actuació principal a Alexanderplatz, el 8 de juny de 2014, els Xics van descarregar un 5 de 7, un 4 de 7 i un pilar de 4. Cal destacar que l'exentrenador del Futbol Club Barcelona, Pep Guardiola, va participar en aquesta actuació.
A l'inici de la temporada 2015, els Xics de Granollers tornen a superar-se tècnicament respecte l'any anterior, assolint el 2 de 7, el primer castell de vuit (4 de 8), el 3 de 8 i la clàssica de vuit més matiners de la seva història. Acaben temporada portant a plaça per primer cop el 5 de 8 quedant en un intent a Granollers, a la plaça de la Porxada i 2 intents desmuntats a Gràcia.
Durant les properes temporades el principal objectiu de la colla serà estrenar un nou castell de vuit pisos al seu historial. En aquest cas, se centren els esforços amb el 7 de 8. El castell queda en carregat en dues ocasions (el 2016 a Granollers i a l'estiu del 2017 a Barberà del Vallès). Finalment, s'aconsegueix descarregar per primera vegada per la seva Diada del 2017.